# Голіцино (станція)
Голіцино (рос. Голицыно) — залізнична станція Білоруського напрямку МЗ у Голіцино. За характером основної роботи є проміжною, за обсягом виконуваної роботи віднесена до 2-го класу.
Назва станції походить від назви міста, яке названо на честь Бориса Олексійовича Голіцина, чия садиба перебувала неподалік.
Складається з двох острівних платформ, сполучених між собою пішохідним переходом. Встановлені турнікети для проходу пасажирів. До станції підходить залізнична лінія, що сполучає місто зі Звенигородом. На станції закінчується чотиризначне світлофорне автоблокування.
Має пряме сполучення приміськими поїздами з пунктами Савеловського напрямку. Час руху від  Москва-Білоруська — 59 хвилин. Найвіддаленіші точки безпересадкового сполучення: на захід — Бородіно, Звенигород, на схід — Дубна, Савелово..
Поблизу платформи розташований пересадочний вузол на автобуси, що сполучають Голіцино із Звенигородом, Одинцово, Краснознаменську, Шарапово тощо.
| Попередня станція | Лінія | Лінія                         | Лінія | Наступна станція |
| ----------------- | ----- | ----------------------------- | ----- | ---------------- |
| Малі Вяземи       |       | Москва-Смоленська — Кубинка-1 |       | Сушкинська       |